# Liste des califes
 (août 2014).
Si vous disposez d'ouvrages ou d'articles de référence ou si vous connaissez des sites web de qualité traitant du thème abordé ici, merci de compléter l'article en donnant les références utiles à sa vérifiabilité et en les liant à la section « Notes et références ».
En 632, à la mort de Mahomet, prophète de l'islam, c'est un calife qui prend le commandement des musulmans.

## Les quatre premiers califes, également appelés Rashiduns (632-661)
| No | Nom                                                   | Début du règne | Fin du règne             | Commentaires |
| -- | ----------------------------------------------------- | -------------- | ------------------------ | --- |
| 1  | Abou Bakr As-Siddiq (vers 573 - 23 août 634)          | 8 juin 632     | 23 août 634              | Il est élu calife à la mort de Mahomet. Sa nomination est contestée et il doit faire face à plusieurs révoltes, notamment dans le Hedjaz et le Nejd. Il conquiert une grande partie de l'Arabie avec l'aide de son général Khalid ibn al-Walid. C'est sous son règne que les versets révélés par Mahomet, qui étaient jusque-là transmis oralement, sont compilés en un ouvrage unique : le Coran. Peu avant sa mort, il suggère le nom d'Omar pour lui succéder. Il est le seul des quatre « califes bien guidés » à n'avoir pas été assassiné. |
| 2  | Omar ibn al-Khattâb (584 - 7 novembre 644)            | 23 août 634    | 7 novembre 644 assassiné | Il est le premier calife à être appelé « commandeur des croyants ». Il instaure le calendrier musulman dont l'origine est fixée au 16 juillet 622, premier jour de l'année lunaire où l'Hégire eut lieu. L'expansion de l'Islam continue : les forces musulmanes dirigées par Khalid ibn al-Walid écrasent les Byzantins à la bataille du Yarmouk. Cependant, Omar se méfie de Khalid et le destitue au profit d'Abu Ubayda ibn al-Djarrah (qui conserve Khalid à ses côtés). La Syrie et la Mésopotamie tombent aux mains des musulmans, suivis de la Perse, de la Palestine et de l'Égypte. Omar est assassiné en 644 par un esclave perse zoroastrien.                                                |
| 3  | Othmân ibn Affân (579 - 17 juillet 656)               | 7 novembre 644 | 17 juillet 656 assassiné | La tradition présente Othmân comme le premier Mecquois converti à l'Islam. Au début de son règne, il décide d'unifier le texte coranique dont plusieurs versions circulent dans le Califat : des exemplaires de la version officielle sont envoyés aux nouvelles provinces. Il se rend impopulaire dans plusieurs régions, notamment l'Irak et l'Égypte. En 656, à la suite d'une insurrection, il est assiégé dans sa maison médinoise et finit poignardé. |
| 4  | Ali ibn Abi Talib (entre 598 et 600 - 28 janvier 661) | 17 juillet 656 | 28 janvier 661 assassiné | Il est le cousin germain de Mahomet puis son gendre après son mariage avec Fatima Zahra, fille du Prophète. Malgré son charisme, son début de règne est difficile : il fait face aux exigences de punition des assassins d'Othmân, dont celle d'Aïcha, veuve de Mahomet, qui se rebelle et qui est vaincue à la bataille du chameau. Par contre, la révolte de Muʿawiya, gouverneur de Damas, est réglée par un arbitrage perdu par Ali, dont le pouvoir faiblit. Une partie de ses fidèles l'abandonne et forme les kharidjites, qui se révoltent à leur tour et sont battus en 658 à la bataille de Nahrawân. C'est un kharidjite qui assassine Ali en 661, alors qu'il est agenouillé pour la prière. |

## Califat omeyyade de Damas (661-750)
| No | Nom                                               | Début du règne   | Fin du règne                     | Bannière |
| -- | ------------------------------------------------- | ---------------- | -------------------------------- | -------- |
| 5  | Muʿāwiyah Ier (602 - 6 mai 680)                   | 661              | 6 mai 680                        |          |
| 6  | Yazīd Ier (645 - 11 novembre 683)                 | 6 mai 680        | 11 novembre 683                  |          |
| 7  | Muʿāwiyah II (28 mars 661 - février 684)          | 11 novembre 683  | janvier 684 abdication           |          |
| 8  | Marwān Ier (28 mars 623 - 7 mai 685)              | 684              | 7 mai 685 probablement assassiné |          |
| 9  | ʿAbd Al-Malik (646 - 705)                         | 685              | 9 octobre 705                    |          |
| 10 | Al-Walīd Ier (668 - 23 février 715)               | 9 octobre 705    | 23 février 715                   |          |
| 11 | Sulaymān (vers 674 - 22 septembre 717)            | 23 février 715   | 22 septembre 717                 |          |
| 12 | ʿUmar II (2 novembre 682 - 31 janvier 720)        | 22 septembre 717 | 31 janvier 720                   |          |
| 13 | Yazīd II (687 - 26 janvier 724)                   | 31 janvier 720   | 26 janvier 724                   |          |
| 14 | Hišām (691 - 6 février 743)                       | 26 janvier 724   | 6 février 743                    |          |
| 15 | Al-Walīd II (707 - 16 avril 744)                  | 6 février 743    | 16 avril 744 assassiné           |          |
| 16 | Yazīd III le Réducteur (705 - 3 ou 4 octobre 744) | 16 avril 744     | 3 ou 4 octobre 744               |          |
| 17 | ʾIbrāhīm (mort en 750)                            | 3 octobre 744    | 12 décembre 744 destitué         |          |
| 18 | Marwān II (688 - 6 août 750)                      | 12 décembre 744  | 6 août 750 assassiné             |          |

## Califat abbasside de Bagdad  (750-1258)
| No | Nom                                         | Début du règne    | Fin du règne                | Bannière |
| -- | ------------------------------------------- | ----------------- | --------------------------- | -------- |
| 19 | Al-Saffah (722 - juin 754)                  | 750               | juin 754                    |          |
| 20 | Al-Mansur (714 - 7 octobre 775)             | juin 754          | 7 octobre 775               |          |
| 21 | Al-Mahdi (746 - 4 août 785)                 | 7 octobre 775     | 4 août 785                  |          |
| 22 | Al-Hadi (766 - 786)                         | 4 août 785        | 786                         |          |
| 23 | Haroun ar-Rachid (763 - 24 mars 809)        | 14 septembre 786  | 24 mars 809                 |          |
| 24 | Al-Amîn (mort le 1er septembre 813)         | 24 mars 809       | 1er septembre 813 assassiné |          |
| 25 | Al-Ma’mūn (13 septembre 786 - 10 août 833)  | 1er septembre 813 | 10 août 833                 |          |
| 26 | Al-Muʿtas̩im (794 - 5 janvier 842)           | 10 août 833       | 5 janvier 842               |          |
| 27 | Al-Wāt̠iq (812 - 847)                        | 5 janvier 842     | 847                         |          |
| 28 | Jafar al-Mutawakkil (821 - 11 décembre 861) | 847               | 11 décembre 861 assassiné   |          |
| 29 | Al-Muntasir (837 - 8 juin 862)              | 11 décembre 861   | 8 juin 862                  |          |
| 30 | Al-Musta`in (836 - 866)                     | 8 juin 862        | 866 destitué                |          |
| 31 | Al-Mu`tazz (847 - 869)                      | 866               | 869 assassiné               |          |
| 32 | Al-Muhtadi (mort en juin 870)               | 869               | juin 870 assassiné          |          |
| 33 | Al-Mu`tamid (844 - octobre 892)             | juin 870          | octobre 892                 |          |
| 34 | Al-Muʿtadhid (857 - 902)                    | octobre 892       | 902                         |          |
| 35 | Al-Muktafi (878 - 908)                      | 902               | 14 août 908                 |          |
| 36 | Al-Muqtadir (895 - 31 octobre 932)          | 14 août 908       | 31 octobre 932 assassiné    |          |
| 37 | Al-Qahir (899 - 951)                        | 31 octobre 932    | 934 destitué                |          |
| 38 | Ar-Râdhî (907 - 940)                        | 934               | 940                         |          |
| 39 | Al-Muttaqi (908 - 968)                      | 940               | 944 destitué                |          |
| 40 | Al-Mustakfi (905 - 950)                     | 944               | 946 destitué                |          |
| 41 | Al-Muti (914 - 975)                         | 946               | 974 abdication              |          |
| 42 | At-Ta'i (932 - 1001)                        | 974               | 991 destitué                |          |
| 43 | Al-Qadir (947 - 1031)                       | 991               | 1031                        |          |
| 44 | Al-Qa'im (1001 - 1075)                      | 1031              | 1075                        |          |
| 45 | Al-Muqtadi (1056 - 1094)                    | 1075              | 1094                        |          |
| 46 | Al-Mustazhir (1078 - 1118)                  | 1094              | 1118                        |          |
| 47 | Al-Mustarchid (1092 - août 1135)            | 1118              | août 1135 assassiné         |          |
| 48 | Ar-Rachid (1109 - 1138)                     | août 1135         | 1136 destitué               |          |
| 49 | Al-Muqtafi (1096 - 1160)                    | 1136              | 1160                        |          |
| 50 | Al-Mustanjid (1124 - 1171)                  | 1160              | 1170 destitué               |          |
| 51 | Al-Mustadhi (1142 - 1180)                   | 1170              | 1180                        |          |
| 52 | An-Nasir (1158 - 1225)                      | 1180              | 1225                        |          |
| 53 | Az-Zahir (1176 - 10 juillet 1226)           | 1225              | 10 juillet 1226             |          |
| 54 | Al-Mustansir (1192 - 5 décembre 1242)       | 10 juillet 1226   | 5 décembre 1242             |          |
| 55 | Al-Musta'sim (1213 - 20 février 1258)       | 5 décembre 1242   | 20 février 1258 exécuté     |          |

## Califat fatimide du Caire          (910-1171)
Le califat fatimide est particulier car c'est le seul qui se réclame du chiisme.
- En 881, ‘Ubayd Allah al-Mahdî devient le nouvel imâm des ismaéliens. Par crainte de la répression anti-chiite des abbassides, il s'enfuit de Syrie et se réfugie à Sijilmassa dans le Sud du Maroc. Avec une armée organisée par Abû Abd Allah, il conquit toute l'Ifriqiya mettant fin à 112 années de règne des Aghlabides.
- Le 15 janvier 910, ‘Ubayd Allah al-Mahdî prend le titre de calife et de « commandeur des croyants » malgré l'existence du calife Abbasside. C'est alors la première fois que deux califes règnent au même moment.
- En 969, Al-Muizz li-Dîn Allah conquiert l'Égypte. Il prend Al-Fustât le 7 juillet. Près de cette ancienne capitale, il fonde une nouvelle capitale qu'il nomme al-Qâhira (Le Caire), ce qui signifie « la Victorieuse ». Ils continuent à étendre ses conquêtes jusqu'en Syrie et parvient à s'établir à Malte, en Sicile et à mettre temporairement un pied en Italie méridionale.
- En 1009, Al-Hâkim ordonne la destruction de l'Église du Saint-Sépulcre à Jérusalem. Ce sera le principal motif invoqué pour le déclenchement des croisades.
- En 1171, Al-Adid est le 14e et dernier calife fatimide. Saladin annexe le territoire des Fatimides et règne en maître sur l'Égypte à la tête de la dynastie des Ayyoubides. Il fait allégeance au calife abbasside Al-Mustadhi. Il n'y a plus qu'un seul calife : celui de Bagdad.

| No | Nom | Début du règne   | Fin du règne     | Bannière |
| -- | --- | ---------------- | ---------------- | -------- |
| 1  | ‘Ubayd Allâh al-Mahdî 11e imam ismaélien (873 - 3 mars 934)                                                | 15 janvier 910   | 3 mars 934       |          |
| 2  | Al-Qâ'im bi-Amr Allah 12e imam ismaélien (894 - 19 mai 946)                                                | 3 mars 934       | 19 mai 946       |          |
| 3  | Ismâ‘îl al-Mansûr Billâh 13e imam ismaélien (915 - 953)                                                    | 19 mai 946       | 953              |          |
| 4  | Al-Mu‘izz li-Dîn Allâh 14e imam ismaélien (932 - 975)                                                      | 953              | 975              |          |
| 5  | Abû Mansûr Nizâr al-‘Azîz Billâh 15e imam ismaélien (mort le 13 octobre 996)                               | 975              | 13 octobre 996   |          |
| 6  | Al-Hâkim 16e imam ismaélien, considéré comme occulté par les Druzes (985 - 1021)                           | 13 octobre 996   | 1021 disparu     |          |
| 7  | ‘Alî az-Zâhir 17e imam ismaélien (20 juin 1005 - 13 juin 1036)                                             | 1021             | 13 juin 1036     |          |
| 8  | Al-Mustansîr bi-llâh 18e imam ismaélien (5 juillet 1029 - 24 décembre 1094)                                | 13 juin 1036     | 24 décembre 1094 |          |
| 9  | Al-Musta‘lî 19e imam ismaélien pour les Mustaliens, scission des Nizârites (mort en 1101)                  | 24 décembre 1094 | 1101             |          |
| 10 | Al-Amir bi-Ahkâm Allâh 20e imam ismaélien (mustalien) (mort en 1130)                                       | 1101             | 1130             |          |
| 11 | ‘Abd al-Majîd al-Hâfiz 21e imam ismaélien pour les Mustaliens hâfizzi, scission des Tayyibi (mort en 1149) | 1130             | 1149             |          |
| 12 | Az-Zâfir 22e imam ismaélien (hâfizzi) (mort en 1154)                                                       | 1149             | 1154             |          |
| 13 | Al-Fâ’iz 23e imam ismaélien (hâfizzi) (1149 - 1160)                                                        | 1154             | 1160             |          |
| 14 | Al-‘Adîd 24e imam ismaélien (hâfizzi) (mort en novembre 1171)                                              | 1160             | novembre 1171    |          |

## Califat omeyyade de Cordoue  (929-1031)
- En 750, les Omeyyades de Damas sont détrônés par les Abbassides. Presque tous les membres de la famille sont massacrés. Le prince `Abd ar-Rahmân réussit à s'enfuir et gagne l'Espagne.
- En 756, `Abd ar-Rahmân devient le premier émir omeyyade de Cordoue sous le nom de `Abd ar-Rahmân Ier.
- En 929, l'émir `Abd ar-Rahmân III prend le titre de calife, créant un troisième califat qui affirme ainsi sa complète indépendance par rapport au califat abbasside et au califat fatimide.
- À partir de 1016, le califat échappe en partie aux Omeyyades, des Hammudites viennent s'intercaler dans l'ordre de succession, Le premier d'entre eux est `Alî ben Hammud an-Nâsir.

- En 1031, Hichâm III est renversé par un complot de notables cordouans. Il parvient à s'évader. Il meurt en exil, dépourvu de pouvoir, en 1036, à Lérida, sous la protection des Houdides. C'est le début de l'Époque des taïfas.

Liste des califes omeyyades de Cordoue :
- Abd-ar-Rahman III (929–961)
- Al-Hakam II (961–976)
- Hisham II al-Hakam (976–1009)
- Muhammad II (1009)
- Sulayman ibn al-Hakam (1009–1010)
- Hisham II al-Hakam, restauré (1010–1013)
- Sulayman ibn al-Hakam, restauré (1013–1016)
- Abd ar-Rahman IV (1021–1022)
- Abd ar-Rahman V (1022–1023)
- Muhammad III (1023–1024)
- Hisham III (1027–1031)

## Califat almohade de Marrakech (1147-1269)
- 1128–1163 : `Abdul-Mu'min
- 1163–1184 : Abû Ya'qûb Yûsuf
- 1184–1199 : Abû Yûsuf Ya'qûb al-Mansûr
- 1199–1213 : Muhammad an-Nâsir
- 1213–1223 : Yûsuf al-Mustansir
- 1223-1223 : `Abd al-Wâhid al-Makhlû'
- 1223–1227 : Abû Muhammad al-`Âdil
- 1227–1229 : Yahyâ al-Mu`tasim (premier prétendant à la succession, fils de Muhammad an-Nâsir et soutenu par les cheikhs de Marrakech)
- 1227–1233 : Abû al-`Alâ' Idrîs al-Ma'mûn (second prétendant à la succession, soutenu par le souverain chrétien Ferdinand III de Castille).
- 1233–1242 : Abu Muhammad `Abd al-Wâhid ar-Rachîd
- 1242–1248 : Abû al-Hasan as-Sa`îd al-Mu'tadid
- 1248–1266 : Abû Hafs `Umar al-Murtadâ
- 1266–1269 : Abû al-`Ula al-Wâthiq Idrîs

## Arbre généalogique
- ʿAli al-Kumi
  - 1. ʿAbd al-Mou'min, (1130-1163)
    - 2. Abou Yaʿqoub Youssouf (1163-1184)
      - 3. Abou Youssouf Yaʿqoub « al-Mansour » (1184-1199)
        - 4. Abou ʿAbdallah Mouhammad « an-Nasir » (1199-1213)
          - 5. Abou Yaʿqoub Youssouf II « al-Moustansir » (1213-1224)
          - 8. Abou Zakarya Yahya « al-Mouʿtassim » (1227-1229)

        - 7. Abou Mouhammad ʿAbdallah « al-ʿAdil » (1224-1227)
        - 9. Abou al-ʿOula Idriss « al-Ma'moun » (1227-1232)
          - 10. Abou Mouhammad ʿAbd al-Wahid « ar-Rachid » (1232-1242)
          - 11. Abou al-Hassan ʿAli « al-Mou'tadid » (1242-1248)

      - 6. Abou Mouhammad ʿAbd al-Wahid « al-Makhlou » (1224)
      - Ishaq ibn Youssouf
        - 12. Abou Hafs ʿOmar « al-Mourtada », (1248-1266)

    - ʿOmar ibn ʿAbd al-Mou'min
      - Mouhammad ibn ʿOmar
        - 13. Abou Dabbous Idriss « al-Wathiq » (1266-1269)

## Califat abbasside du Caire (1262-1517)
- En 1258, une partie de la famille abbasside échappe au massacre perpétré par les Mongols et se réfugie au Caire sous la protection des Mamelouks bahrites.

- En 1261, Al-Mustansir, fils du trente-sixième calife abbasside Al-Mustansir, lance depuis le Caire une attaque pour reprendre Bagdad. Il meurt au cours de l'expédition.
- En 1262, Al-Hâkim, arrière-petit-fils du trentième calife abbasside Ar-Râchid, devient le premier calife abbasside du Caire jusqu'en 1302.
- En 1268, chute de la Principauté d'Antioche, en 1289 celle du Comté de Tripoli et en 1291 celle d'Acre : la présence chrétienne occidentale en Syrie prend fin.
- En 1270, Louis IX de France lance la huitième croisade en Tunisie. Il meurt de maladie au cours de cette expédition. Les croisés rentrent en Europe.
- En 1382, le Califat se poursuit sous la tutelle des Mamelouks burjites.

- Le 13 avril 1517, le dernier sultan mamelouk est exécuté par le sultan ottoman Selim Ier. Le dernier calife abbasside du Caire Al-Mutawakkil III abdique en faveur de son père al-Mustamsik. Ce dernier remet dans les mains de Selim les insignes du pouvoir califal.

| No | Nom                              | Début du règne | Fin du règne        | Bannière |
| -- | -------------------------------- | -------------- | ------------------- | -------- |
| 56 | Al-Mustansir (mort en 1262)      | 1261           | 1262 mort au combat |          |
| 57 | Al-Hakim Ier (vers 1247 - 1302)  | 1262           | 1302                |          |
| 58 | Al-Mustakfi Ier (1285 - 1340)    | 1302           | 1340                |          |
| 59 | Al-Wathiq Ier (mort en 1341)     | 1340           | 1341 destitué       |          |
| 60 | Al-Hakim II (mort en 1352)       | 1341           | 1352                |          |
| 61 | Al-Mu'tadid Ier (mort en 1362)   | 1352           | 1362                |          |
| 62 | Al-Mutawakkil Ier (mort en 1406) | 1362           | 1383                |          |
| 63 | Al-Wathiq II (mort en 1386)      | 1383           | 1386                |          |
| 64 | Al-Musta'sim                     | 1386           | 1389                |          |
| 62 | Al-Mutawakkil Ier (mort en 1406) | 1389           | 1406                |          |
| 65 | Al-Musta`in (mort en 1430)       | 1406           | 1414 destitué       |          |
| 66 | Al-Mu'tadid II (1380 - 1441)     | 1414           | 1441                |          |
| 67 | Al-Mustakfi II (mort en 1451)    | 1441           | 1451                |          |
| 68 | Al-Qa'im (mort en 1459)          | 1451           | 1455 destitué       |          |
| 69 | Al-Mustanjid (mort en 1479)      | 1455           | 1479                |          |
| 70 | Al-Mutawakkil II (1416 - 1497)   | 1479           | 1497                |          |
| 71 | Al-Mustamsik (mort en 1521)      | 1497           | 1508                |          |
| 72 | Al-Mutawakkil III (mort en 1543) | 1508           | 1516 destitué       |          |
| 71 | Al-Mustamsik (mort en 1521)      | 1516           | 1517 abdique        |          |

## Califat ottoman (1517-1924)
- En 1281, Osman Ier devient le premier sultan ottoman.
- En 1516, Selim Ier part en campagne vers l’Égypte. La bataille contre les Mamelouks a lieu à Marj Dabiq aux environs d’Alep (Syrie). Le sultan mamelouk Qânsûh al-Ghûri  est tué et le calife abbasside al-Mutawakkil III est fait prisonnier. Selim entre dans Alep le 28 août 1517.

Le califat ottoman est le seul califat qui n'est pas arabe.
- Le 29 août 1517, les prières furent dites au nom de Selim Ier, le déclarant calife. Selim envoie à Constantinople les objets sacrés, l'épée, la robe, l'étendard et des dents du prophète, et transforme la ville en centre du califat. Cette proclamation viole manifestement la tradition arabe et plusieurs hadiths qui stipulent que le calife sera toujours un membre de la tribu mecquoise des Quraych :

« Abd Allah ben `Umar, rapporte : Le Messager de Dieu disait : “Le califat restera parmi les Quraych même s'il ne reste que deux personnes sur terre”. »
Ceci est cependant permis par le hanafisme.
- Le 29 octobre 1923, la République de Turquie est proclamée et Mustafa Kemal Atatürk est élu président de la République. Mehmed VI est déchu de ses fonctions de sultan et perd son titre de calife au profit de son cousin Abdülmecit II.
- En 1924, Abdülmecit II est démis de son titre de calife par Mustafa Kemal. Il s'exile en France et meurt en août 1944 à Paris. Il est enterré à Médine.

| No  | Portrait | Nom                                                        | Début du règne    | Fin du règne               | Bannière |
| --- | -------- | ---------------------------------------------------------- | ----------------- | -------------------------- | -------- |
| 73  |          | Sélim Ier (10 octobre 1470 - 20 septembre 1520)            | 1517              | 20 septembre 1520          |          |
| 74  |          | Soliman le Magnifique (6 novembre 1494 - 7 septembre 1566) | 30 septembre 1520 | 7 septembre 1566           |          |
| 75  |          | Sélim II (28 mai 1524 - 12 décembre 1574)                  | 7 septembre 1566  | 12 septembre 1574          |          |
| 76  |          | Mourad III (4 juillet 1546 - 16 janvier 1595)              | 12 septembre 1574 | 16 janvier 1595            |          |
| 77  |          | Mehmed III (26 mai 1566 - 22 décembre 1603)                | 16 janvier 1595   | 22 décembre 1603           |          |
| 78  |          | Ahmet Ier (18 avril 1590 - 22 novembre 1617)               | 22 décembre 1603  | 22 novembre 1617           |          |
| 79  |          | Moustapha Ier (1591 - 20 janvier 1639)                     | 22 novembre 1617  | 26 février 1618 destitué   |          |
| 80  |          | Osman II (15 novembre 1603 - 20 mai 1622)                  | 26 février 1618   | 20 mai 1622 assassiné      |          |
| 79  |          | Moustapha Ier (1591 - 20 janvier 1639)                     | 20 mai 1622       | 10 septembre 1623 destitué |          |
| 81  |          | Mourad IV (16 juin 1612 - 9 février 1640)                  | 10 septembre 1623 | 9 février 1640             |          |
| 82  |          | Ibrahim Ier (5 novembre 1615 - 18 août 1648)               | 9 février 1640    | 18 août 1648               |          |
| 83  |          | Mehmed IV (2 janvier 1642 - 6 janvier 1693)                | 18 août 1648      | 8 novembre 1687 destitué   |          |
| 84  |          | Soliman II (15 avril 1642 - 22 juin 1691)                  | 8 novembre 1687   | 22 juin 1691               |          |
| 85  |          | Ahmet II (25 février 1643 - 6 février 1695)                | 22 juin 1691      | 6 février 1695             |          |
| 86  |          | Moustapha II (6 février 1664 - 31 décembre 1703)           | 6 février 1695    | 21 août 1703 abdication    |          |
| 87  |          | Ahmet III (30 décembre 1673 - 1er juillet 1736)            | 21 août 1703      | 20 septembre 1730 destitué |          |
| 88  |          | Mahmud Ier (2 août 1696 - 13 décembre 1754)                | 6 octobre 1730    | 13 décembre 1754           |          |
| 89  |          | Osman III (2 janvier 1699 - 30 octobre 1757)               | 13 décembre 1754  | 30 octobre 1757            |          |
| 90  |          | Moustapha III (28 janvier 1717 - 21 janvier 1774)          | 30 octobre 1757   | 21 janvier 1774            |          |
| 91  |          | Abdülhamid Ier (20 mars 1725 - 7 avril 1789)               | 21 janvier 1774   | 7 avril 1789               |          |
| 92  |          | Selim III (24 décembre 1761 - 28 juillet 1808)             | 7 avril 1789      | 29 mai 1807 destitué       |          |
| 93  |          | Moustapha IV (8 septembre 1779 - 15 novembre 1808)         | 29 mai 1807       | 15 novembre 1808 exécuté   |          |
| 94  |          | Mahmoud II (20 juillet 1784 - 1er juillet 1839)            | 15 novembre 1808  | 1er juillet 1839           |          |
| 95  |          | Abdülmecid Ier (23 avril 1823 - 25 juin 1861)              | 1er juillet 1839  | 25 juin 1861               |          |
| 96  |          | Abdulaziz (8 février 1830 - 4 juin 1876)                   | 25 juin 1861      | 30 mai 1876 abdication     |          |
| 97  |          | Mourad V (21 septembre 1840 - 29 août 1904)                | 30 mai 1876       | 31 août 1876 destitué      |          |
| 98  |          | Abdülhamid II (21 septembre 1842 - 10 février 1918)        | 31 août 1876      | 27 avril 1909 destitué     |          |
| 99  |          | Mehmed V (2 novembre 1844 - 3 juillet 1918)                | 27 avril 1909     | 3 juillet 1918             |          |
| 100 |          | Mehmed VI (14 janvier 1861 - 16 mai 1926)                  | 3 juillet 1918    | 1er novembre 1922 destitué |          |
| 101 |          | Abdülmecid II (29 mai 1868 - 23 août 1944)                 | 19 novembre 1922  | 3 mars 1924 destitué       |          |

## Califat chérifien (1924-1925)
| No  | Portrait | Nom                                  | Début du règne | Fin du règne                                                   | Bannière |
| --- | -------- | ------------------------------------ | -------------- | -------------------------------------------------------------- | -------- |
| 102 |          | Hussein ben Ali (1853 - 4 juin 1931) | 3 mars 1924    | 19 décembre 1925 conquête de La Mecque par Abdelaziz ibn Saoud |          |

- En 1924, au lendemain de l'abolition du califat, le roi du Hedjaz Hussein ben Ali se proclame calife. Cependant, son territoire est vite envahi par les armées des Saoudiens[2],[3]. Son califat est opposé à la fois par l'Empire britannique, les sionistes et les wahhabites[4] mais il reçoit le soutien d'une large partie de la population musulmane de l'époque[5],[6],[7],[8].
- Dans un souci de légitimer sa proclamation et d'établir des bases juridiques pour son califat, il fait réunir un Concile consultatif[9], composé de trente-et-un représentants du monde musulman, élus par les oulémas et les habitants du Haramayn. Ce Concile se réunit douze fois, avant d'être ajourné sine die face à l'avancée des troupes saoudiennes[9].
- L'avant-dernier calife ottoman, Mehmed VI, soutient la proclamation de Hussein[10],[11],[12].
- Son drapeau, qui est aussi celui de la Révolte arabe, rappelle les califats musulmans successifs (blanc pour les Omeyyades, noir pour les Abbassides (qui sont des hachémites), vert pour les Fatimides et le triangle rouge des Hachémites)[13]. Il devient plus tard l'un des symboles du panarabisme et figure aujourd'hui encore sous plusieurs formes dérivées dans les drapeaux de nombreux pays, comme l'Égypte, la Jordanie, l'Irak, le Koweït, le Soudan, la Syrie, les Émirats arabes unis, du Yémen, la Palestine, le Somaliland.
- Après la chute de la totalité du royaume, en 1925, son fils, Ali ben Hussein, ne reprend pas le titre califal officiellement[14].
- Il est enterré dans la madrasa al-Arghuniyya, sur l'esplanade des mosquées (al-Ḥaram aš-Šarīf)[15]. Sur la fenêtre au-dessus de sa tombe est écrite l'inscription suivante : « هذا قبر أمير المؤمنين الحسين بن علي » ce qui signifie « Voici la tombe du Commandeur des Croyants, Hussein ben Ali »[16].

## Califats ultérieurs
À la suite de la guerre menée par l'EIIL sur les fronts syrien et irakien, le chef des forces de l'État islamique en Irak et au Levant se proclame nouveau calife de l'islam près d'un siècle après le dernier calife. Le 29 juin 2014, Abou Bakr al-Baghdadi, chef de l’État islamique, s'auto-proclame calife sous le nom d'Abu Bakr, afin de légitimer son accès au califat en reprenant le nom du premier calife. Après sa mort le 27 octobre 2019 lors d'un assaut des forces spéciales des États-Unis, le titre est rapidement attribué à Abou Ibrahim al-Hachimi al-Qourachi, autre terroriste patenté.
Cette proclamation n'est reconnue par aucun État ni par les autres organisations djihadistes. Le 4 juillet 2014, Youssef al-Qaradâwî, président de l'Union internationale des savants musulmans (oulémas), membre de la confrérie des Frères musulmans ainsi que du Conseil européen pour la recherche et la fatwa, déclare que l'État islamique « viole la charia » ; selon lui, le titre du calife doit être « accordé par la nation musulmane entière » et non à « un groupe connu pour ses atrocités et ses vues radicales [et qui] ne sert pas le projet islamique ».
Henry Laurens, historien du monde arabe au Collège de France, parle à ce propos d'« invention de la tradition » au sens où « ce califat est aussi imaginaire que la façon dont Hollywood représente le Moyen Âge [...] on est en plein imaginaire de seconde zone [...] puisque ça n'a rien à voir avec la réalité historique du califat ».

### Liste des «califes» de l’État Islamique
- Abou Bakr al-Baghdadi (2014-2019)
- Abou Ibrahim al-Hachimi (2019-2022)
- Abou Hassan al-Hachimi (2022)
- Abou al-Hussein (2022-2023)
- Abou Hafs al-Hachimi (2023-…)